# (2529) Rockwell Kent
(2529) Rockwell Kent est un astéroïde de la ceinture principale.

## Description
(2529) Rockwell Kent est un astéroïde de la ceinture principale. Il fut découvert le 21 août 1977 à Naoutchnyï par Nikolaï Tchernykh. Il présente une orbite caractérisée par un demi-grand axe de 2,53 UA, une excentricité de 0,09 et une inclinaison de 4,4° par rapport à l'écliptique.

## Compléments